# Aftonstenknäck
Aftonstenknäck (Hesperiphona vespertina) är en nordamerikansk tätting i familjen finkar inom ordningen tättingar.

## Utseende och läte
Aftonstenknäcken är en starstor, 18–20 centimeter lång och kraftigt byggd färgglad fink med mycket stor trekantig ljust gröngul näbb. Hanen är gul med svart stjärt och svarta vingar med vita tertialer. Hjässans sidor och pannan är kontrasterande starkt gula mot svart hjässa och det i övrigt mörkare olivbruna huvudet. Honan är mera beigegrå med vitfläckiga vingar och stjärt samt gulaktig på sidan av halsen.

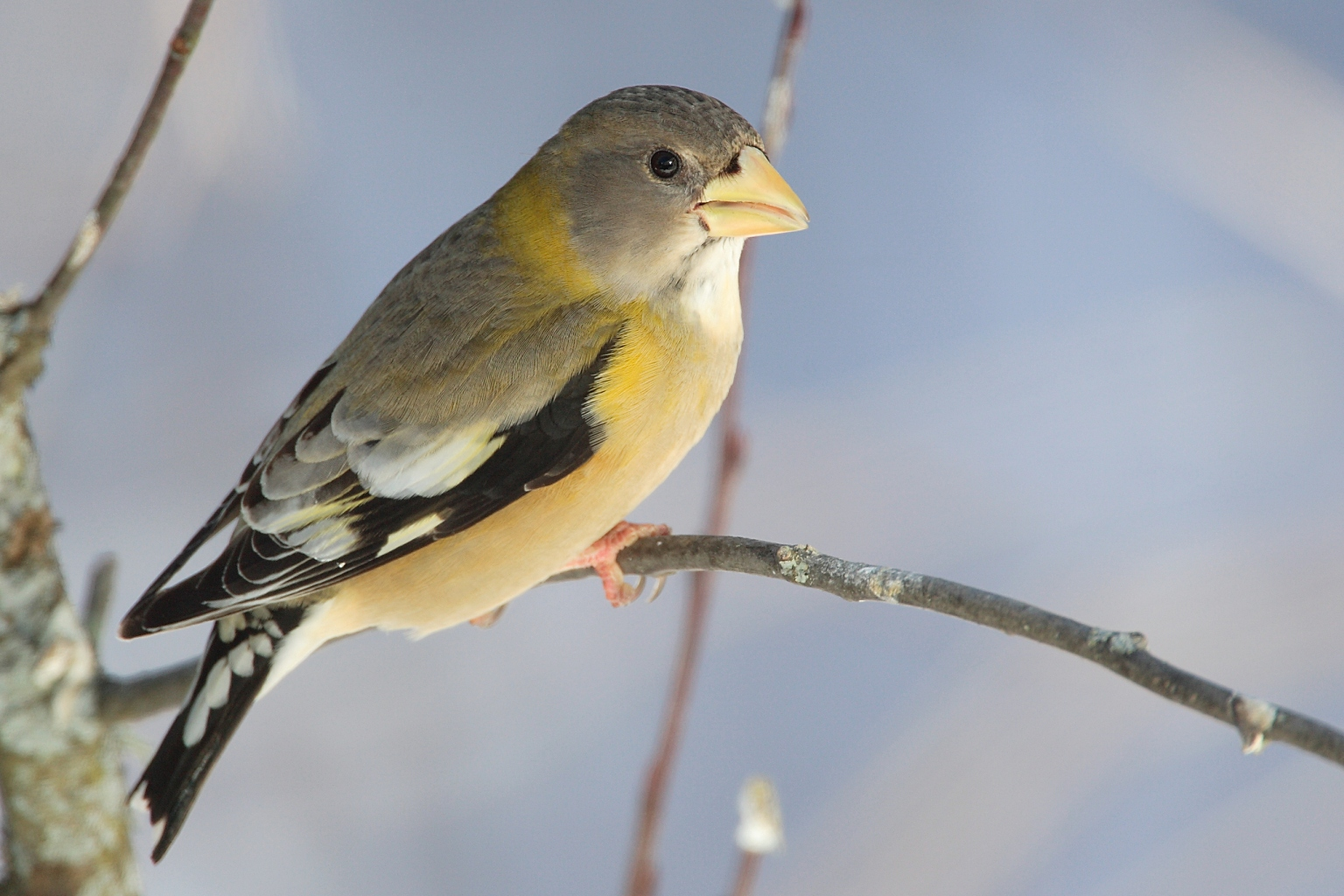
Hona aftonstenknäck.

Aftonstenknäcken har en liten repertoar med enkla vassa, ringande läten. Den verkar sakna egentlig sång.

## Utbredning och systematik
Aftonstenknäck delas upp i tre underarter med följande utbredning:
- brooksi – förekommer från västcentrala Kanada till bergstrakter i västra USA, övervintrar söderut till Texas
- vespertinus – förekommer i östcentrala Kanada (Alberta till New England, övervintrar till sydöstra USA
- Hmontanus – förekommer i bergstrakter från sydöstra Arizona till södra Mexiko (Sierra Madre Occidental)

Aftonstenknäckens utbredningsområde, där grönt är året runt och gult enbart vintertid.

Aftonstenknäcken är en mycket sällsynt gäst i Europa, med två fynd från Norge 1973 och 1975 samt två fynd från Skottland 1969 och 1980.

### Släktestillhörighet
Vissa placerar istället aftonstenknäcken (och den sydligare arten svarthuvad stenknäck) tillsammans med stenknäcken i släktet Coccothraustes. DNA-studier visar dock att stenknäcken står närmare de asiatiska maskstenknäckarna i Eophona än med de amerikanska stenknäckarna.

## Ekologi
Aftonstenknäcken häckar i barrskog men också, mindre vanligt, i lövskogar, parker och fruktträdgårdar. Vintertid påträffas de i både barr- och lövskog liksom i urbana miljöer. De ses nästan alltid högt i en trädtopp eller vid fågelmatningar.
Fågeln livnär sig huvudsakligen av småfrukter och frön som är för stora att knäcka för gråsiskan eller tallsiskan. Dessa söker ofta upp aftonstenknäcken och äter upp rester som denna lämnar efter sig. Sommartid äter den också insekter som exempelvis larver av vecklarsläktet Choristoneura, ett allvarligt hot mot skogsbruket. Närvaro av aftonstenknäck anses vara ett tidigt tecken på att en invasion av larven har inletts. Den har också setts äta trädknoppar och dricka lönnsirap genom att bryta av kvistar.
Aftonstenknäcken häckar högt i ett träd eller buske. Honan bygger det mesta av det lite slarviga tefatsformade boet av kvistar och rötter och fodrar det med gräs, lavar och barr. Hon lägger två till fem ljusblå eller blågröna ägg med bruna eller lila fläckar som ruvas i 12–14 dagar. Efter ytterligare knappt två veckor är ungarna flygga.

## Status och hot
Arten har ett stort utbredningsområde och en stor population, men tros minska i antal. Fram till 2018 kategoriserade internationella naturvårdsunionen IUCN den som livskraftig, men behandlar den därefter som nära hotad. Världspopulationen uppskattas till 3,4 miljoner vuxna individer.